# 杨娟
杨娟（1963年10月—），四川渠县人，汉族，中华人民共和国政治人物、第十一届全国人民代表大会四川地区代表。
毕业于中央党校经济管理专业，是中共党员。担任四川省达州市委宣传部部长。2008年起担任全国人大代表。